# Línea 3 (Urbanos de Alcobendas-San Sebastián de los Reyes)
La línea 3 de la red de autobuses urbanos de Alcobendas une de forma circular los barrios de Arroyo de la Vega, El Soto y El Encinar de La Moraleja (Alcobendas).

## Características
Esta línea da servicio a los barrios de Arroyo de la Vega, El Soto de La Moraleja y El Encinar de los Reyes, además de atender a parte de La Moraleja.
Los autobuses urbanos de Alcobendas y San Sebastián de los Reyes siguen una numeración conjunta para evitar confusión de duplicidad de numeraciones en dos municipios tan cercanos y relacionados, especialmente con algunas líneas que circulan por ambos municipios (línea 2 y línea 5). Las líneas siguen una numeración progresiva del 1 al 11, pero a San Sebastián de los Reyes sólo le pertenecen los números 4, 7 y 8, quedando el resto de números: 1, 2, 3, 5, 6, 9, 10 y 11 para Alcobendas.
La línea circula exclusivamente por el término municipal de Alcobendas. Como bien se expresa en la numeración interna del CRTM, recibe el número 3006. El primer dígito corresponde a la línea, en este caso la línea 3. Y los últimos tres dígitos corresponden al municipio por el que circula, en este caso 006 corresponde al municipio de Alcobendas.
Se complementa con las líneas 1, 2 y 5 para dar servicio a la amplia zona de La Moraleja con las estaciones de Metro o Cercanías del municipio.
La línea mantiene los mismos horarios todo el año (exceptuando las vísperas de festivo y festivos de Navidad).
Está operada por Empresa Montes mediante la concesión administrativa VCM-200 - Canillejas - Tres Cantos  (Viajeros Comunidad de Madrid) del Consorcio Regional de Transportes de Madrid.

## Horarios
| Todo el año                             |
| Lunes a viernes laborables              |
| 07:00                                   |
| 07:40                                   |
| Todos los días                          |
| 08:20                                   |
| 09:00                                   |
| 09:40                                   |
| 10:20                                   |
| 11:00                                   |
| 11:40                                   |
| 12:20                                   |
| 13:00                                   |
| 13:40                                   |
| 14:20                                   |
| 15:00                                   |
| 15:40                                   |
| 16:20                                   |
| 17:00                                   |
| 17:40                                   |
| 18:20                                   |
| 19:00                                   |
| 19:40                                   |
| 20:20                                   |
| 21:00                                   |
| 21:40                                   |
| 22:20                                   |
| Viernes, sábados y vísperas de festivos |
| 23:00                                   |
| 23:40                                   |
| 00:20                                   |

Paso por el Paseo de los Parques aproximadamente 10 minutos después de su salida de la Avenida de la Ermita (Estación de La Moraleja). Duración del recorrido circular completo aproximadamente 40 minutos.

## Recorrido y paradas
| Código                                                                                               | Zona | Localidad  | Denominación                                            | Ubicación                         | Líneas de la parada | Metro       |
| --- | ---- | ---------- | ------------------------------------------------------- | --------------------------------- | ------------------- | ----------- |
| 17512                                                                                                |      | Alcobendas | Avenida de la Ermita - Estación de La Moraleja          | Avenida de la Ermita Nº5          | N101 1 2 3 5 11     | La Moraleja |
| 11331                                                                                                |      | Alcobendas | Avenida de Vega - Centro Comercial La Vega              | Avenida de la Ermita Nº5          | 1 2 3 5 10          |             |
| 17513                                                                                                |      | Alcobendas | Avenida de la Ermita - Estación de La Moraleja          | Avenida de la Ermita Nº2          | 1 2 3               | La Moraleja |
| 12240                                                                                                |      | Alcobendas | Calle del Nardo - Centro Cívico                         | Calle del Nardo Nº12              | 155 1 2 3 5         | La Moraleja |
| 11335                                                                                                |      | Alcobendas | Calle del Nardo - Complejo Deportivo                    | Calle del Nardo Nº12              | 155 1 2 3 5         |             |
| 11277                                                                                                |      | Alcobendas | Calle de la Begonia - Calle de la Azalea                | Calle de la Begonia Nº279         | 155 1 3 5           |             |
| 06811                                                                                                |      | Alcobendas | Calle de la Begonia - Cementerio                        | Calle de la Begonia Nº277         | 155 1 3 5           |             |
| 06810                                                                                                |      | Alcobendas | Calle del Jazmín - Calle de la Begonia                  | Calle de la Begonia Nº258         | 155 1 3 5           |             |
| 06809                                                                                                |      | Alcobendas | Calle del Jazmín - Calle del Iris                       | Calle del Jazmín Nº8              | 155 3 5             |             |
| 06819                                                                                                |      | Alcobendas | Calle de la Azalea - Calle de la Caléndula              | Calle de la Azalea Nº84           | 155 3 5             |             |
| 06818                                                                                                |      | Alcobendas | Calle de la Azalea - Calle de la Zarzamora              | Calle de la Azalea Nº227          | 155 3 5             |             |
| 06808                                                                                                |      | Alcobendas | Calle de la Azalea Nº65                                 | Calle de la Azalea Nº203          | 155 3 5             |             |
| 06817                                                                                                |      | Alcobendas | Calle de la Azalea - Plaza de El Soto                   | Calle de la Azalea Nº1            | 155 3               |             |
| 16919                                                                                                |      | Alcobendas | Calle del Camino del Soto - Plaza de La Moraleja        | Calle del Camino del Soto Nº1     | 3                   |             |
| 17514                                                                                                |      | Alcobendas | Calle del Camino del Encinar - Calle de la Estafeta     | Calle de la Estafeta Nº1          | 3                   |             |
| 16921                                                                                                |      | Alcobendas | Calle de la Estafeta - Paseo de los Parques             | Paseo de los Parques Nº5          | 3                   |             |
| La hora de paso por esta parada es aproximadamente 10 minutos después de salir del Metro La Moraleja |      |            |                                                         |                                   |                     |             |
| 13132                                                                                                |      | Alcobendas | Paseo de los Parques - Carretera A-1                    | Paseo de los Parques S/Nº         | 155B 3              |             |
| 19102                                                                                                |      | Alcobendas | Paseo de los Parques - Parque                           | Paseo de los Parques Nº2          | 3                   |             |
| 19103                                                                                                |      | Alcobendas | Calle del Camino del Encinar - Paseo de los Parques     | Paseo de los Parques Nº4          | 3                   |             |
| 16922                                                                                                |      | Alcobendas | Carretera del Mediodía - Puente del Encinar             | Carretera del Mediodía Nº34       | 3                   |             |
| 16923                                                                                                |      | Alcobendas | Carretera del Mediodía - Urbanización Puerta Encinar II | Carretera del Mediodía Nº50       | 3                   |             |
| 16924                                                                                                |      | Alcobendas | Carretera del Mediodía - Calle de la Vereda de Palacio  | Carretera del Mediodía Nº50       | 3                   |             |
| 17457                                                                                                |      | Alcobendas | Calle de la Vereda de Palacio - Camino de la Huerta     | Calle de la Vereda de Palacio Nº4 | 155B 3              |             |
| 16925                                                                                                |      | Alcobendas | Paseo de los Parques - Calle de la Vereda de Palacio    | Paseo de los Parques Nº30         | 155B 3              |             |
| 16926                                                                                                |      | Alcobendas | Paseo de los Parques - El Encinar de los Reyes          | Paseo de los Parques Nº36         | 155B 3              |             |
| 17459                                                                                                |      | Alcobendas | Paseo de los Parques - Camino de El Encinar             | Paseo de los Parques Nº38         | 155B 3              |             |
| 17460                                                                                                |      | Alcobendas | Camino del Cura - Urbanización Otero de El Encinar      | Camino del Cura Nº99              | 155B 3              |             |
| 12351                                                                                                |      | Madrid     | Camino del Cura - Calle de Dámaso Alonso                | Camino de la Huerta Nº223         | 155B 3              |             |
| 18591                                                                                                |      | Madrid     | Camino de la Huerta - Calle de Enrique Lafuente Ferrari | Camino de la Huerta Nº143C        | 155B 3              |             |
| 17457                                                                                                |      | Alcobendas | Calle de la Vereda de Palacio - Camino de la Huerta     | Calle de la Vereda de Palacio Nº4 | 155B 3              |             |
| 12345                                                                                                |      | Alcobendas | Paseo de los Parques Nº17                               | Paseo de los Parques Nº19         | 155B 3              |             |
| 12344                                                                                                |      | Alcobendas | Paseo de los Parques - Camino de El Encinar             | Paseo de los Parques Nº7          | 155B 3              |             |
| 13132                                                                                                |      | Alcobendas | Paseo de los Parques - Carretera A-1                    | Paseo de los Parques S/Nº         | 155B 3              |             |
| 17516                                                                                                |      | Alcobendas | Calle del Camino del Soto - Plaza de La Moraleja        | Plaza de La Moraleja Nº1          | 3                   |             |
| 06839                                                                                                |      | Alcobendas | Calle del Camino Nuevo - Plaza de El Soto               | Calle del Camino Nuevo Nº4        | 155 3 5             |             |
| 06862                                                                                                |      | Alcobendas | Calle de la Dalía - Calle de la Kerria                  | Calle de la Dalía Nº23            | 155 3 5             |             |
| 06815                                                                                                |      | Alcobendas | Calle de la Dalía - Calle del Jazmín                    | Calle de la Dalía Nº255           | 155 3 5             |             |
| 06814                                                                                                |      | Alcobendas | Calle de la Dalía - Calle del Laurel                    | Calle de la Dalía Nº62            | 155 3 5             |             |
| 06813                                                                                                |      | Alcobendas | Calle de la Dalía - Calle de la Azalea                  | Calle de la Dalía Nº385           | 155 3 5             |             |
| 06812                                                                                                |      | Alcobendas | Calle de la Azalea - Calle de la Begonia                | Calle de la Azalea Nº532          | 155 1 2 3 5         |             |
| 11336                                                                                                |      | Alcobendas | Calle del Nardo - Calle de la Gardenia                  | Calle del Nardo Nº12              | 155 1 2 3 5         |             |
| 12241                                                                                                |      | Alcobendas | Calle del Nardo - Centro Cívico                         | Calle del Nardo Nº44              | 1 2 3 5             | La Moraleja |
| 17512                                                                                                |      | Alcobendas | Avenida de la Ermita - Estación de La Moraleja          | Avenida de la Ermita Nº5          | N101 1 2 3 5 11     | La Moraleja |